# هیوز (آلاسکا)
هیوز (به انگلیسی: Hughes) شهری در ناحیه سرشماری یوکان-کویوکوک، آلاسکا ایالت آلاسکا است که جمعیت آن در سرشماری سال ۲۰۰۰ میلادی ۷۸ نفر بوده‌است.